# Jižní ostrov (Nová země)
Jižní ostrov (rusky Южный остров – Južnyj ostrov) je název druhého největšího ostrova souostroví Nová země, náležejícího do ruské Archangelské oblasti. Rozkládá se na ploše 33 246 km², je tak třetím největším ostrovem celého Ruska. Od Severního ostrova je oddělen průlivem Matočkin Šar (rusky Маточкин Шар), od ostrova Vajgač (na jihovýchodě) průlivem Karská vrata.
Ostrov je převážně pokryt tundrou. Vyskytuje se tu mnoho mořských ptáků. Dříve ho obývali Něnci, ti ale byli v 50. letech vystěhováni kvůli tomu, že Sovětský svaz zde prováděl jaderné testy.